# 小行星6544
小行星6544（英語：6544 Stevendick）是一颗围绕太阳公转的小行星。1986年9月29日，茲丹卡·瓦弗洛娃在克列特发现了此天体。
这颗小行星的绝对星等为21.05628等。